# Ceefax
Ceefax [siːˈfæks] (nach engl. see facts, „Fakten sehen“) war der Teletext der BBC.
Das System wurde im Oktober 1972 bekanntgegeben. Nach Testseiten 1973 und 1974 begann Ceefax am 23. September 1974 als erstes Teletext-System der Welt mit 30 Seiten. Ursprünglich war es nur dazu gedacht, Untertitel für Hörgeschädigte zu übermitteln. Es wurde jedoch bald auch auf andere Bereiche ausgeweitet.
Bald wurde das System internationaler De-facto-Standard und verdrängte Systeme wie das französische Antiope-System. In Deutschland wurde es unter dem Namen Videotext von ARD und ZDF am 1. Juni 1980 in einem Feldversuch eingeführt.
Von 1983 bis 1989 strahlte Ceefax Programme für den BBC Micro PC aus.
Abgesehen von kleineren Änderungen, wie der Einführung von Farbe (1976) und den vier farbigen Abkürzungsknöpfen (1990), blieb die Technologie praktisch die gleiche. Ceefax wurde inzwischen nur noch analog ausgestrahlt, die digitalen Programme zeigten stattdessen BBC Red Button. Ceefax wurde – zusammen mit allen Analogprogrammen – am 23. Oktober 2012 abgeschaltet.